# Benedict Heinrich Thering
Benedict Heinrich Thering (* 6. Juni 1679 in Cölln an der Spree, jetzt: Berlin; † 9. Juli 1743 in Barleben) war ein deutscher protestantischer Theologe und Pfarrer in Barleben.

## Familie
Thering war der älteste Sohn des protestantischen Theologen und Stadtsuperintendenten in Berlin Lucas Heinrich Thering (1648–1722) und seiner Ehefrau Regina Agatha Schönebeck (1648–1713), der Tochter des Bürgermeisters in Stendal Benedikt Schönebeck.
Er heiratete am 23. Oktober 1708 Johanna Sophia Röber.
Ihre Tochter Johanna Sophie Thering, (* 1717; † 14. April 1792 in Potsdam) war mit dem lutherischen Hof- und Garnisonsprediger und Inspektor des Militärwaisenhauses in Potsdam Johann Friedrich Oesfeld (1709–1746) verheiratet. Aus dieser Ehe ist der kgl. preußische Geh. Rat und Kartograph Carl Ludwig von Oesfeld (1741–1804) hervorgegangen.

## Ausbildung
Im Jahre 1697 erfolgte die Aufnahme in das Pädagogium der Frankeschen Stiftungen in Halle.
Am 5. Mai 1698 begann er das Theologiestudium an der Universität in Halle, das er im Jahre 1700 an der Universität Gießen fortsetzte.
Im Jahre 1701 veröffentlichte er als Student einen Glückwunsch zur Krönung des ersten preußischen Königs Friedrich I.
Das Studium schloss er im Jahre 1703 mit einer Dissertation unter dem Vorsitz von Johann Heinrich Majus ab.

## Berufliche Tätigkeit
In der Zeit von 1707 bis zu seinem Tod 1743 war Thering Pfarrer in Barleben.
Vor der Berufung zum Pfarrer in Barleben war er Feldprediger.
Als sein Vater Lucas Heinrich Thering 1722 verstarb, veröffentlichte er eine Dankschrift auf seinen Vater.
Nach dem Tode der Frau seines Bruders Johann Lucas Thering, Anna Maria Thering geb. Westerfeld, im Jahre 1732 beteiligte er sich als Beiträger mit einem Gedicht in einem Gedichtband.
Nachzulesen ist auch eine Trauerschrift für den Kämmerer der Stadt Magdeburg Josias Mörder (1646–1718).